# Ubirr

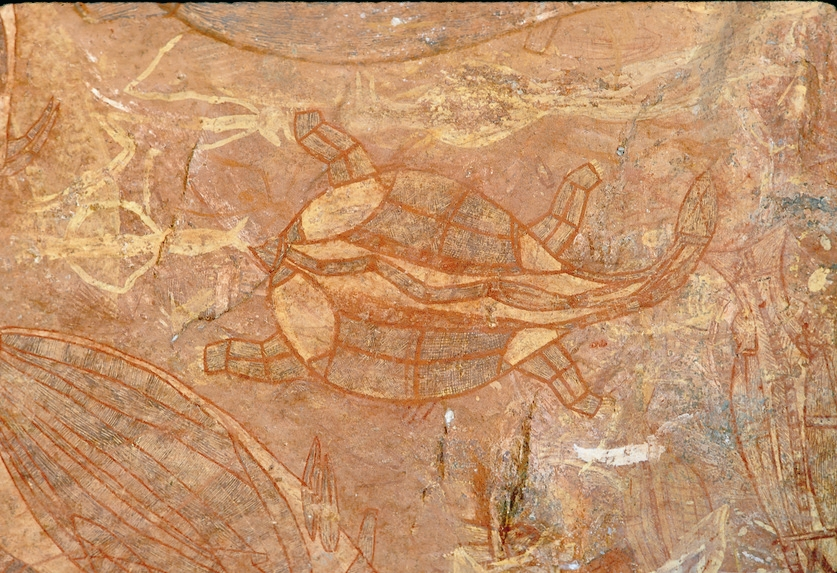
Rotsschildering op de rotsen van Ubirr. (Afbeelding van een slangenhalsschildpad)

Ubirr is een steenformatie en park in de buurt van de rivier de East Alligator van het Nationaal park Kakadu in het Noordelijk Territorium van Australië. Het park staat op de Werelderfgoedlijst. Deze plaats is bekend om zijn rotsschilderingen van de Aborigines.

## De rotsschilderingen
Ubirr ligt ongeveer 40 km van Jabiru langs een geasfalteerde weg. De weg ligt zodanig dat in periodes van hevige regen, de toegang tot Ubirr beperkt is. Er is een wandelroute die bezoekers leidt langs de belangrijkste rotsschilderingen.
De rotsen zijn sinds 40.000 v Chr. voortdurend beschilderd en overgeschilderd. De meeste zichtbare tekeningen zijn de laatste 2000 jaar gemaakt. Sommige zijn tot in recente tijden opnieuw beschilderd. Drie belangrijkste "galleries" zijn voor bezoekers toegankelijk. Op deze plaatsen staan parkwachters, vaak de oorspronkelijke bewoners die toelichtingen kunnen geven op de rotstekeningen.

### Diermotieven
De schilderingen zijn aangebracht op een overhangende rotswand aan de rand van een grote overstromingsvlakte (Nadab floodplain). De overhangende rotsen zijn natuurlijke schuilplaatsen. Sommige van deze schilderingen zijn duizenden jaren oud. De taferelen beelden de schepping van de voorvaderen uit maar ook dieren uit de omgeving zoals de barramundi (Lates calcarifer), meervallen,  harders, goanna's (Australische varanen uit geslacht Varanus), slangenhalsschildpadden (Chelidae), Nieuw-Guinese tweeklauwschildpad (Carettochelys insculpta),  rotskoeskoes (Petropseudes dahli) en soorten wallaby's (kleine tot middelgrote kangoeroes). Bovendien is een schildering te zien van de Tasmaanse wolf (Thylacinus cynocephalus) die in Noord-Australië al 2000 jaar geleden uitstierf, waaruit de ouderdom van deze rotsschilderingen is af te leiden.

### Röntgenkunst en Dreamtime-mythes
De belangrijkste van deze drie galeries bevat een groot aantal voorbeeld van de zogenaamde X-ray art (röntgenkunst), waarbij diermotieven worden afgebeeld alsof het röntgenfoto's zijn, het skelet en de organen van de dieren zijn zichtbaar getekend. Ook zijn er witte mannetjes te zien, een met zijn handen in zijn zakken, terwijl een ander met zijn handen op zijn heupen 'de baas over de Aboriginals' probeert te spelen. 
Volgens de overlevering van de Aboriginals, de Dreamtime-mythes waren zogenaamde Mimi-geesten de eerste voorouders die op de rotsen schilderden. Ze brachten hun kennis over op de levenden. Soms gingen de geesten van de voorouders zelf de rotsen binnen als schilderingen, waardoor de rots in een heilige plaats veranderde. De meest heilige plaats is een schildering van de zogenaamde Rainbow Serpent, die al meer dan 23.000 jaar oud is, bij de Aboriginals bekend als Garranga'rrelito. Voor de plaatselijk stam is dit nog steeds een heilige plaats, want deze slang is de schepper van de rotsen, planten, dieren en mensen. Voor (Aboriginal)vrouwen is deze plek niet toegankelijk.

## Foto's

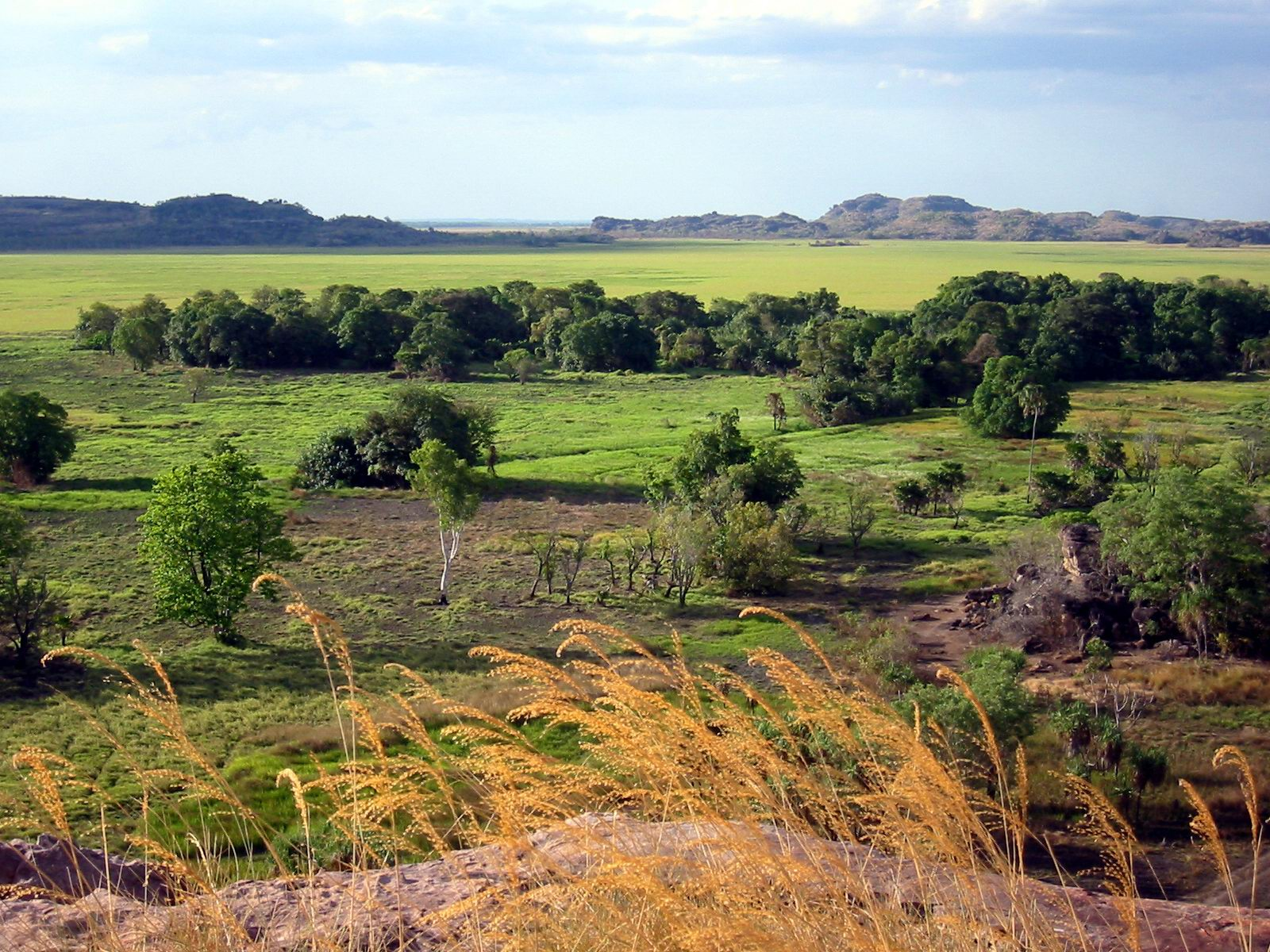
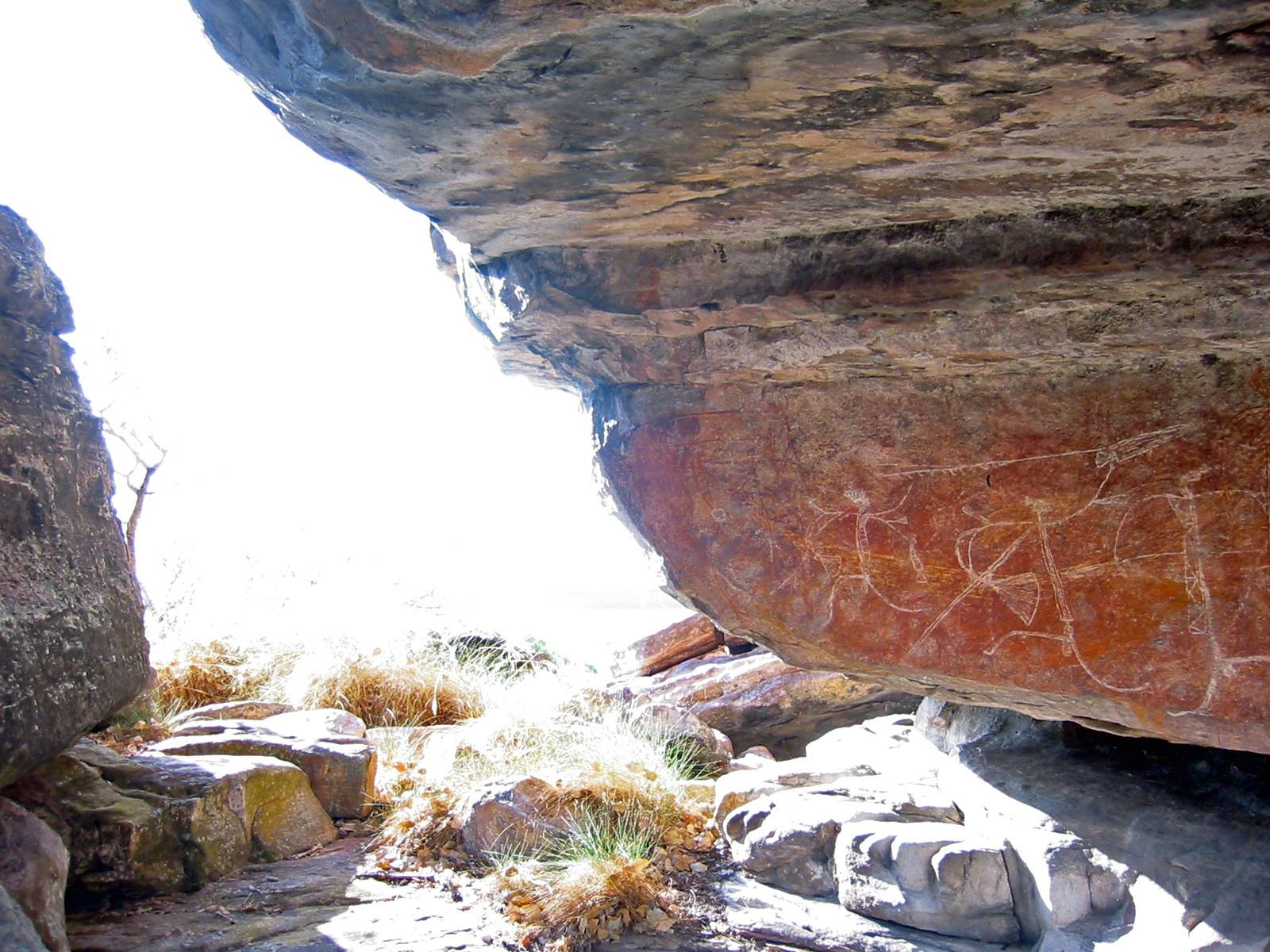
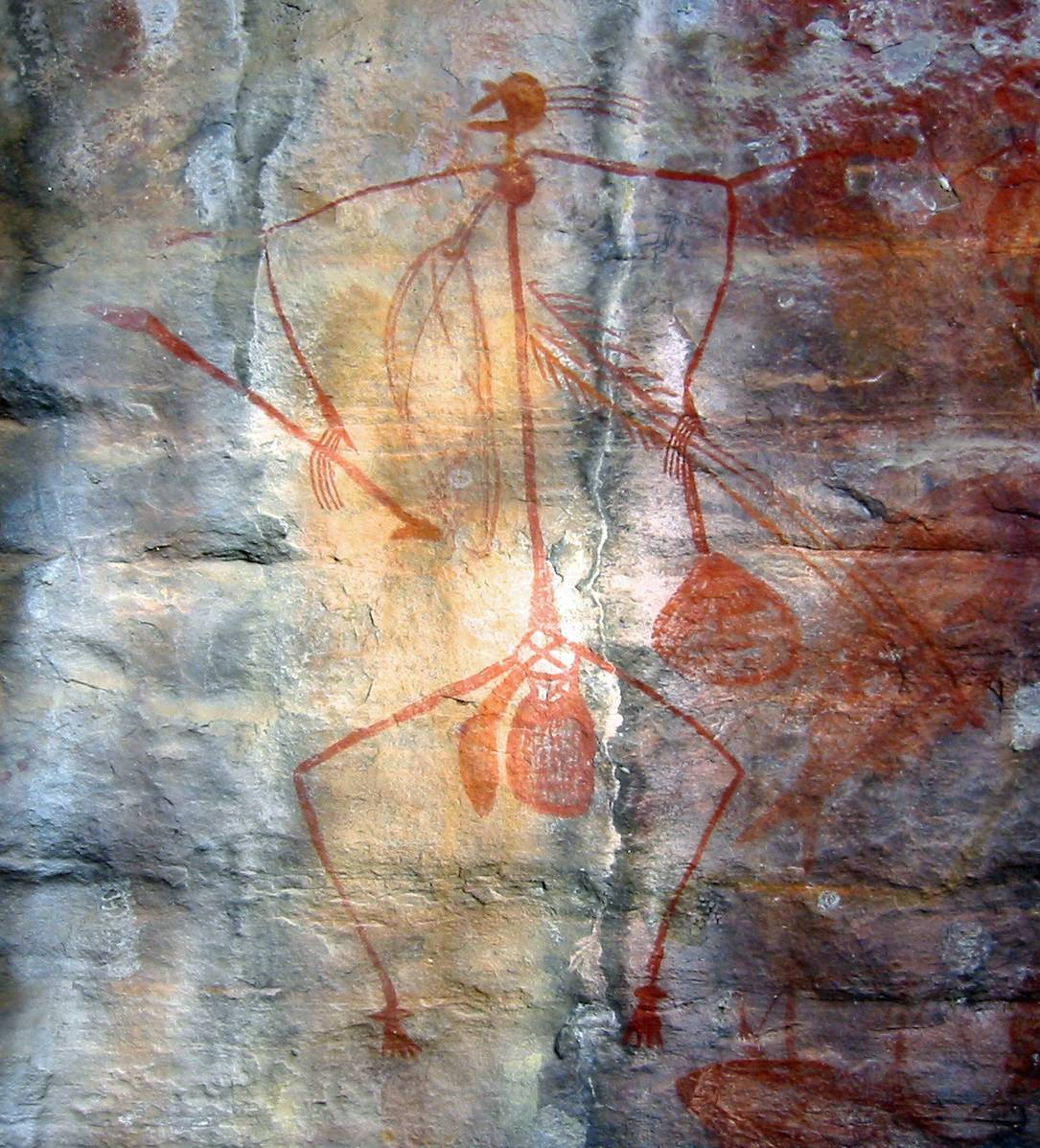